# Casa Josep Sabadell
La casa Josep Sabadell és un edifici situat a la cantonada de l'Avinguda Meridiana i el carrer de la Corunya del barri d'el Clot de Barcelona.

## Història
Va ser projectat per l'arquitecte Josep Masdéu i Puigdemasa per encàrrec de Josep Sabadell i Giol i construït entre els anys 1914 i 1918, segons s'indica a la façana.

## Descripció
Consta i de planta baixa i tres pisos, i cada planta té un disseny diferent, amb les obertures perfilades de formes diverses i amb un abundant ús de la ceràmica i dels esgrafiats. Combina elements modernistes, com les estalactites i el trencadís de la part inferior dels balcons, amb motius ceràmics i gerros de flors esgrafiats propis del noucentisme.

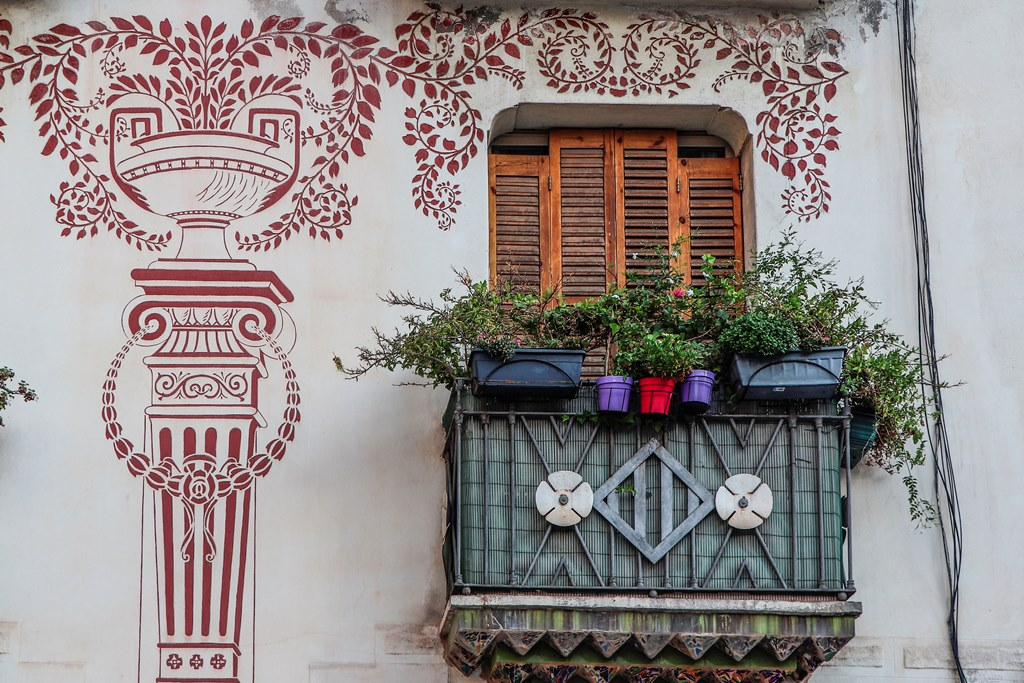
Detall de la façana

Les tribunes poligonals centrals, una per cada costat de les tres façanes, són inserides dins un arc de maó vist. A l'interior hi ha rajoles vidriades amb imatges de Sant Jaume, de la Mare de Déu de Montserrat, de Sant Jordi i de la creu de Sant Andreu. L'edifici té balcons tancats amb vidrieres i finestrals rematats amb esgrafiats vermells que representin gerros amb motius florals, i la decoració ceramista es manté a l'interior.